# 芦原千津子
 芦原 千津子（あしはら ちづこ、1918年11月14日 - 2009年1月5日）は、松竹楽劇部（改名を経て、OSK日本歌劇団）娘役スター。

## 生涯
1918年（大正7年）生まれ。大阪府大阪市の住吉大社の近くで生まれ育つ。
1931年（昭和6年）、松竹楽劇部に入団。秋月恵美子によれば、芦原は「天才肌」であり、（稽古熱心だった秋月に比し）短時間で振付をマスターした。またダンスに専念する姿勢でファンに「愛想をしない人」であった。
1935年（昭和10年）、大阪劇場『アベック・トア』で秋月とのコンビで起用されるようになる。その後1937年（昭和12年）以降は、秋月が男役メインとなり、二人は男役・娘役ペアでコンビを組むようになった。秋月・芦原は「実力の大阪方」として活躍を見せ、ファン及び評論家から絶大な支持を得た。
第二次世界大戦後も、二人は「100万ドルのゴールデンコンビ」と謳われ、戦後のレビュー黄金期の立役者となった。1965年（昭和40年）のソビエト連邦公演など、海外公演にも複数回参加した。
1973年（昭和48年）3月、『50周年記念祭典』を最後に、秋月と共に静かに現役を引退する。在団42年のうち35年間にわたり、主演級のスターとして活躍した。
晩年は、出生地の住吉大社近傍で暮らし、OSK日本歌劇団の存続運動にも協力した。2009年（平成21年）1月5日、大阪市の自宅にて、心筋梗塞のため満90歳で逝去した。高齢になっても気位が高く、逝去した際も往年の名スターらしく、顔を上げ座ったままの姿勢だったという。